# Franciszek Jagniątkowski
Franciszek (Dezydery) Jagniątkowski herbu Lubicz (zm. w 1722 roku) – kasztelan czechowski w latach 1715–1722, stolnik sandomierski w latach 1708–1715, sędzia grodzki oświęcimski.
Deputat województwa sandomierskiego do rady stanu rycerskiego rokoszu łowickiego w 1697 roku. W 1704 roku jako poseł województwa sandomierskiego na sejm elekcyjny i deputat podpisał pacta conventa Stanisława Leszczyńskiego.